# Nefteiugansk
Nefteyugansk (ru. Нефтеюганск) este un oraș din Hantia-Mansia, Federația Rusă, cu o populație de 107.83 locuitori.